# Plinio Pessina
Plinio Pessina (* 1894 in Ligornetto; † 1980 in Brissago; heimatberechtigt in Ligornetto) war ein Schweizer Offizier, Oberst und ehemaliger Kommandant der Grenzbrigade 9.

## Leben
Seine Jugend verbrachte Pessina in Ligornetto, wo er die obligatorische Schule besuchte. Er studierte danach Wirtschaftswissenschaft und schloss mit der Promotion ab. Später verbrachte er viel Zeit im Ausland in Italien, London, New York City und Lateinamerika.
1940 wurde Pessina Präsident der Schweizerischen Vereinigung für kulturelle und wirtschaftliche Beziehungen mit Italien, 1941 Mitglied der Generaldirektion der Schweizerischen Rückversicherungs-Gesellschaft mit Sitz in Zürich und 1953 Treasurer am Schweizerischen Institut in Rom.
Er begann seine militärische Karriere im Jahr 1920 als Maschinengewehrleutnant in der Gebirgsjägerkompanie III/30. 1924 wurde er zum Oberleutnant befördert und war von 1925 bis 1939 Mitglied der Schweizer Militärmission im Dienste der Republik Kolumbien. 1928 erlangte er den Rang eines Hauptmanns. Von 1929 bis 1933 war er Kommandant der Gebirgsfüsilierkompanie VI/96. Im Jahr 1933 wurde er in den Stab der Division 5 versetzt und übernahm im selben Jahr das Kommando über das Talwehr-Bataillon; Ende 1934 wurde er zum Major befördert und übernahm das Kommando des Gebirgsfüsilierbataillons 95. Mit der neuen Organisation wurde er 1938 Kommandant des Gebirgsfüsilierbataillons 96 und eines Grenzbataillons. 1939 wurde er in den Rang eines Oberstleutnants befördert und trat in den Stab der Brigade 9 ein. Als Oberst wurde er Kommandant der Grenzbrigade 9 von 1946 bis 1947.